# Pomona-Rundblattnase

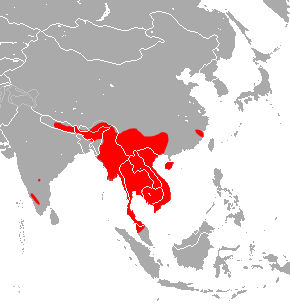
Verbreitungsgebiet der Pomona-Rundblattnase in Südostasien.

Die Pomona-Rundblattnase (Hipposideros pomona, Synonym: Paracoelops megalotis) ist eine Fledermaus aus der Familie Rundblattnasen (Hipposideridae).
Ein beschädigtes ausgestopftes Exemplar, das  sich in einem Museum in Paris befindet, wurde 1947 unter einem eigenen Gattungs- und Artnamen als Paracoelops megalotis beschrieben. Das 1945 im nördlichen Vietnam gefundene Exemplar galt später als Vertreter einer neuzeitlich ausgestorbenen Gattung, bis seine Ähnlichkeit mit der Pomona-Rundblattnase erkannt und Paracoelops megalotis mit Hipposideros pomona synonymisiert wurde.

## Merkmale
Die Kopf-Rumpf-Länge liegt je nach Population zwischen 45 und 48 Millimetern, die Länge des Schwanzes beträgt rund 30 bis 33 Millimeter. Die Fledermaus wird 6 bis 8 Gramm schwer.
Das Fell wird vor allem am Rücken von langen Haaren gebildet. Es ist auf dem Rücken braun und am Bauch heller, von dunkelorange bis grau und hellgrau.
Die Länge der Arme variiert von rund 39 Millimetern bei den Populationen im Süden Indiens, rund 41 Millimetern bei Exemplaren in Nordostindien bis zu 43,5 Millimetern in Südchina. Die gesamte Schädellänge beträgt 16,6 Millimeter bei den südindischen Populationen, rund 18 Millimeter bei nordostindischen und thailändischen Exemplaren sowie 17 bis 17,5 Millimeter in Südchina. Die Art besitzt verhältnismäßig große Ohren, von rund 19 bis 23,5 Millimetern Länge. Die verwandte Art Hipposideros cineraceus hat nur eine Ohrenlänge von 13,0 bis 17,0 Millimetern Hipposideros bicolor eine von 17,5 bis 21 Millimetern.

## Verbreitung
Die Pomona-Rundblattnase ist vom südlichen und nordwestlichen Indien über  Nepal, Bangladesch, Myanmar, Kambodscha, Laos und Vietnam bis Thailand und Malaysia sowie Südchina verbreitet.
Sie kommt in Höhen bis zu 1900 Metern über dem Meeresspiegel vor.
Es werden drei Unterarten unterschieden, deren Abgrenzung voneinander jedoch schwierig ist:
- Hipposideros pomona pomona für die südindische Verbreitung
- Hipposideros pomona gentilis für die Populationen in Nordwestindien, Bangladesch und Teilen Südostasiens
- Hipposideros pomona sinensis für Populationen in Südchina und auf der Insel Hainan

## Lebensweise
Die Art lebt in Kolonien von wenigen bis zu hunderten Individuen in Höhlen und Felsspalten, aber auch in verlassenen menschlichen Siedlungen. Sie fliegt relativ tief und ernährt sich hauptsächlich von Insekten.

## Systematik und Taxonomie
Knud Christian Andersen stellte anhand von Präparaten aus dem Natural History Museum in London eine Reihe von neuen Arten auf, darunter die Pomona-Rundblattnase (Hipposideros pomona) und die Art Hipposideros gentilis mit vier Unterarten, darunter Hipposideros gentilis sinensis, die jedoch später als Synonym der Pomona-Rundblattnase angesehen wurden. Seine Arbeit war noch nicht abgeschlossen, als Andersen im Jahr 1918 spurlos verschwand. Die Studie wurde noch im selben Jahr von Oldfield Thomas veröffentlicht.
Die zahlreichen Arten der Gattung der Altwelt-Rundblattnasen (Hipposideros) werden in fünf Gruppen geteilt. Die Pomona-Rundblattnase gehört dabei zur Hipposideros-bicolor-Gruppe.